# Clé USB U3

Logo et icône d'U3

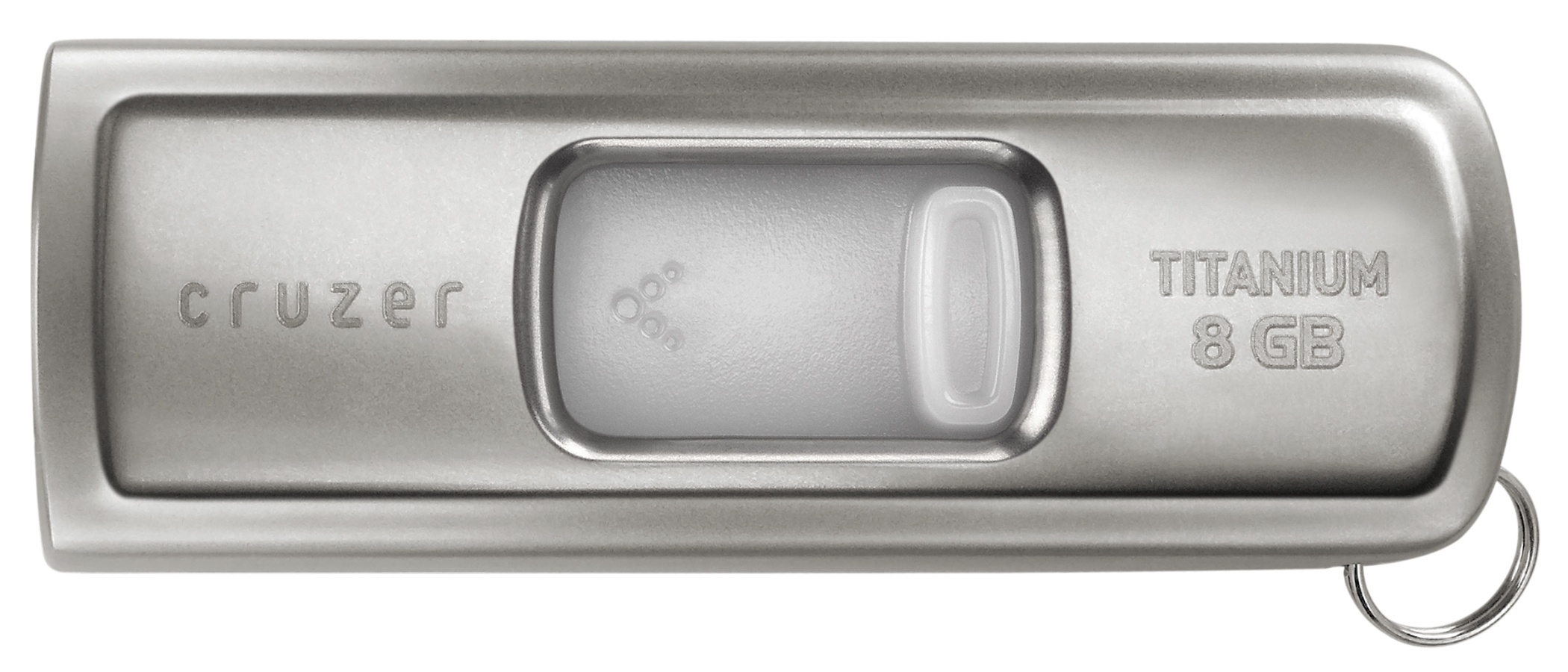
Une SanDisk Cruzer

Pour les articles homonymes, voir U3.
L'U3 ou Smart Drive était un format de clé USB comprenant une plate-forme logicielle spéciale qui permet aux développeurs d'écrire des applications spécialement conçues pour fonctionner depuis une clé de ce type. Une application U3 est dite portable car elle peut être utilisée sur différents ordinateurs sans nécessiter une installation sur chacun d'entre eux : le programme ainsi que ses données et sa configuration sont stockés sur la clé et non sur les ordinateurs hôtes.
SanDisk et M-Systems ont créé un mini-environnement avec une sorte de menu de démarrage appelé LaunchPad qui ne fonctionne que sous Windows. Celui-ci permet aux utilisateurs de lancer les applications installées sur la clé et de configurer leur « clé intelligente ». Un site web dédié aux clés U3 permettait aux propriétaires d'une de ces clés de télécharger de nouvelles applications portables.

## Compatibilité avec lessystèmes d'exploitation
Les clés U3 sont compatibles avec Microsoft Windows Vista à partir de la version 1.4 du LaunchPad.
Les clés U3 ne sont pas compatibles avec Windows CE. Elles ne sont par ailleurs pas compatibles avec d'autres systèmes tels que Linux ou MacOS. Sur ces systèmes ainsi que sur certains appareils, tels que les kiosques permettant d'imprimer des photographies numériques, elles peuvent ne pas être reconnues correctement et il n'est pas toujours possible de les utiliser comme des clés USB standard. Leur comportement sur des systèmes non supportés est toutefois variable.

## Exemples de logiciels disponibles
De nombreux logiciels sont disponibles pour ces modèles de clés :
- des applications de bureautique ;
- des clients mail et des navigateurs Web ;
- des logiciels de messagerie instantanée et de VoIP (Skype) ;
- des lecteurs de fichiers multimédia ;
- des logiciels de retouche et de traitement photographique ;
- des logiciels d'informations médicales, pour les urgences par exemple.

Quel que soit le modèle compatible U3, le lanceur reste identique dans toutes les versions sauf quelques détails. Lorsqu'on la branche en étant sous Windows, une icône marquée U3 apparaît dans la zone de notification juste à côté de l'horloge. Un clic sur cette icône affiche un menu divisé en deux colonnes. L'une contient les logiciels et l'autre la configuration, l'aide et un lien pour télécharger des applications supplémentaires.

## Précisions techniques
D'un point de vue matériel, une clé U3 simule un concentrateur USB (ou hub USB) auquel sont attachés un lecteur de CD-ROM contenant le programme de lancement automatique et un disque USB standard contenant les programmes et données. La plupart des clés U3 proposent un mécanisme de sécurité ne laissant apparaître le disque standard qu'après saisie d'un mot de passe (initialement, seul le CD-ROM virtuel est visible).
Il existe aussi un logiciel nommé PackageFactory for U3, qui permet de convertir n'importe quel logiciel comprenant un exécuteur au format .exe en format compatible avec le Smart Drive, ce qui est très utile dans la mesure où certains logiciels proposés sur le site de l'U3 ne sont pas à jour.
Il existe un programme windows de désinstallation permettant de supprimer les fonctionnalités U3.
Un utilitaire est également disponible pour linux : u3-tool . Ce logiciel libre permet de manipuler le CD virtuel (en le supprimant ou en le réecrivant).

## Fin de vie
En 2009, la technologie U3 a atteint sa fin de vie. Sandisk a cessé de la soutenir fin 2009 .